# Jean-Pol Martin

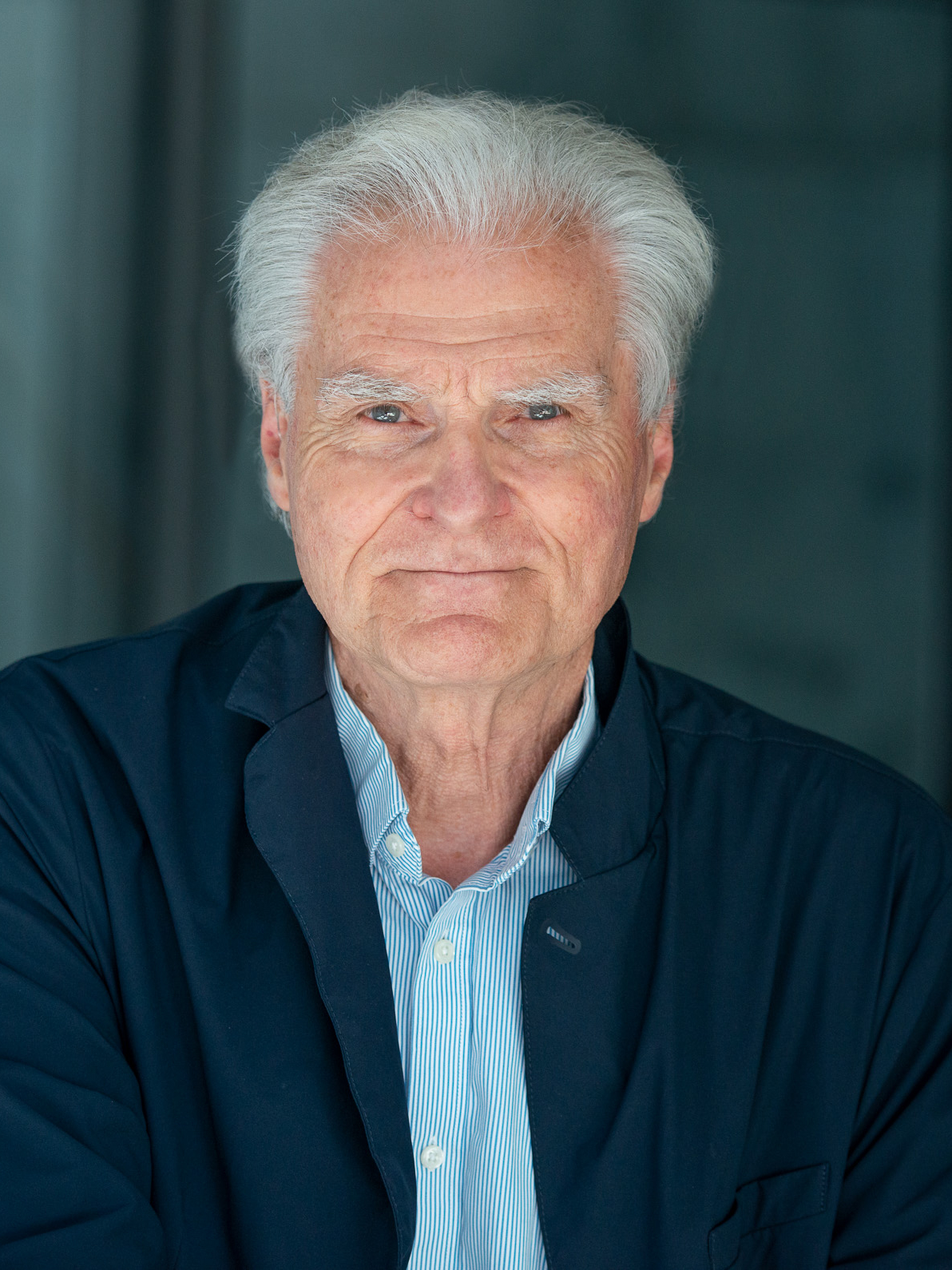
Jean-Pol Martin, 2020 (Foto: Christine Olma)

Jean-Pol Martin (* 10. April 1943 in Paris) ist ein deutscher Didaktiker und Pädagoge. Er ist der Begründer der Methode Lernen durch Lehren (LdL) und des Konzeptes der „Neuen Menschenrechte“ (NMR).

## Leben
Jean-Pol Martin wurde am 10. April 1943 in Paris geboren und besuchte dort das Lycée Claude Bernard. Von 1965 bis 1969 studierte er Germanistik an der Universität Paris-Nanterre und von 1971 bis 1975 Romanistik und Germanistik in Erlangen. Nach dem Referendariat war er Studienrat für Französisch und Deutsch am Gymnasium Höchstadt an der Aisch, ab 1980 Französischdidaktiker an der Katholischen Universität Eichstätt-Ingolstadt. Seine Promotion legte er 1985 in Gießen mit dem Thema Zum Aufbau didaktischer Teilkompetenzen beim Schüler ab, seine Habilitation 1994 in Eichstätt mit der Schrift Vorschlag eines anthropologisch begründeten Curriculums für den Fremdsprachenunterricht. 2000 wurde er zum Professor ernannt, 2008 trat Martin in den Ruhestand. Nach der Emeritierung befasste er sich intensiv mit der Geschichte der Philosophie, die er u. a. in der Volkshochschule mehrere Jahre unterrichtete.

## Arbeitsschwerpunkte
Zentrale Konzepte: für die gesamte Theorie von Martin, sowohl für LdL als auch für die Neuen Menschenrechte und die Arbeit mit den KIs (Künstliche Intelligenzen) sind folgende zusammenwirkende Begriffe maßgeblich: Denken (Informationsverarbeitung und Konzeptualisierung) – Kontrolle – Antinomien – Dialektisches Denken – Exploratives Verhalten – Kognitive Landkarte – Flow-Effekt – Top-down und Bottom-up – Zentripetalkraft und Zentrifugalkraft – Neuronenverhalten – Linearität/Nichtlinearität – Homöostase – Integration/Differenzierung – Zentralisierung/Dezentralisierung – Selbstreferenzialität – Kohärenz – Bedürfnis – Glück – Prävention – Zuverlässigkeit – Nachhaltigkeit.

### Lernen durch Lehren (LdL)
Nach der Mitwirkung als Hauptautor am Lehrwerk „A bientôt“ (Klett Verlag) arbeitete Martin mehrere Jahrzehnte an der Entwicklung und Verbreitung des pädagogischen Konzepts Lernen durch Lehren (LdL). Er stellte von Anfang an die Methode auf eine neurowissenschaftliche Basis. Über dieses Thema promovierte er 1985, habilitierte 1994 und publizierte regelmäßig zwischen 1981 und 2024. 1987 gründete er zur Implementierung seiner Methode das LdL-Kontaktnetz, das damals etwa 500 Kollegen umfasste. Forschungsmethodologisch lässt sich Martin in den Bereich der Aktionsforschung einordnen. In Anlehnung an Dietrich Dörner (1983) sieht Martin exploratives Verhalten als zentrale Dimension bei der individuellen und kollektiven Lebensbewältigung. Im Anschluss an das Aufkommen und die Verbreitung des Internets entwickelte er ab 2000 das internationale Schlüsselqualifikationsmodule „Internet- und Projektkompetenz“, das Studenten zur gemeinsamen Wissenskonstruktion anregt und anleitet. Das Konzept wurde von Klaudia Schultheis aufgegriffen und erfolgreich weiterentwickelt. 2016 bezeichneten Weng/Pfeiffer Martin als „ein[en] Vorläufer für den viel zitierten ‚shift from teaching to learning‘“. Seit 2021 zeigen Überblicksartikel und wissenschaftliche internationale Untersuchungen, dass LdL sich in Schulen und Hochschulen weltweit etabliert hat."LdL ist kein genuin fremdsprachendidaktisches Konzept, wird jedoch zu Beginn der 1980er Jahre von Jean-Pol Martin in Anbindung an den schulischen Französischunterricht theoretisiert (-> Theorie) und mit Ansätzen aus der Humanistischen Psychologie und den Kognitionswissenschaften begründet (Schädlich, 2025).

Verbreitungsaktivitäten: In der Zeit zwischen 1985 und 2010 hat Martin vielfach Vorträge und Workshops sowie Projekte zu LdL in Norwegen, Italien, Frankreich, Schweden, Ägypten, Russland, Japan, Äthiopien, New York, Istanbul, Spanien, Bulgarien, der Schweiz, Österreich durchgeführt.

### Neue Menschenrechte (NMR)
Seit 2016 ist Martin bestrebt, die Menschenrechte ohne metaphysischen Bezug zu begründen und an den Bedürfnissen zu orientieren. Die „Neuen Menschenrechte“ enthalten einen anthropologischen, einen ethischen und einen politischen Teil, auf folgende Bedürfnisse aufbauend: 1. Denken, 2. Gesundheit, 3. Sicherheit, 4. soziale Einbindung, 5. Selbstverwirklichung und Partizipation, 6. Sinn. Damit wird eine größere Operationalisierbarkeit erreicht. Eine empirische Basis wird von Nicole Kern, Begründerin der NMR-Agentur, zusammen mit Jens Eichert erarbeitet. Ferner ist Martin bestrebt, die Wirksamkeit der NMR im Rahmen der Kommunalpolitik empirisch zu prüfen. Schließlich hat Simon Wilhelm Kolbe eine Reihe „Neue Menschenrechte“ im Gabriele Schäfer Verlag begründet, die bereits vier Bände umfasst.

### Symbiose Mensch-KI
Seit 2023 widmet sich Jean-Pol Martin verstärkt der Erforschung der Interaktion zwischen Mensch und künstlicher Intelligenz. Dabei sieht er in der strukturierten Zusammenarbeit mit KI-Systemen wie ChatGPT ein neues erkenntnistheoretisches Paradigma. Ausgehend von seiner Theorie der „Neuen Menschenrechte“ (NMR), die sechs universelle Grundbedürfnisse wie Denken, Partizipation und Sinn betont (siehe unten), entwickelt er ein Modell der ko-evolutionären Mensch-KI-Symbiose. Diese versteht er als eine auf Resonanz, Rückkopplung und struktureller Passung basierende Zusammenarbeit, in der menschliche Zielorientierung und KI-gestützte Systematisierung sich gegenseitig verstärken.

## Ausgewählte Schriften
- Zum Aufbau didaktischer Teilkompetenzen beim Schüler. Fremdsprachenunterricht auf der lerntheoretischen Basis des Informationsverarbeitungsansatzes. Dissertation Universität Gießen 1985. Narr Verlag, Tübingen 1985, ISBN 3-87808-435-8.
- Vorschlag eines anthropologisch begründeten Curriculums für den Fremdsprachenunterricht. Habilitationsschrift Universität Eichstätt 1994. Narr Verlag, Tübingen 1994, ISBN 3-8233-4373-4.
- „Weltverbesserungskompetenz“ als Lernziel? In: Pädagogisches Handeln – Wissenschaft und Praxis im Dialog. 6. Jahrgang, Heft 1, 2002, S. 71–76.
- Lernziel Partizipationsfähigkeit und Netzsensibilität. In: Guido Oebel (Hrsg.): LdL – Lernen durch Lehren goes global: Paradigmenwechsel in der Fremdsprachendidaktik und kulturspezifische Lerntraditionen. Verlag Dr. Kovac, Hamburg 2009, ISBN 978-3-8300-4096-5, S. 115–127.
- Lernen durch Lehren: Konzeptualisierung als Glücksquelle. In: Olaf-Axel Burow, Stefan Bornemann (Hrsg.): Das große Handbuch Unterricht & Erziehung in der Schule. Carl Link Verlag, 2018. S. 345–360, ISBN 978-3-556-07336-0.
- Neubegründung und Reformulierung der Allgemeinen Erklärung der Menschenrechte? In: Simon W.Kolbe, Jean-Pol Martin, Margret Ruep (Hrsg.): Neue Menschenrechte? Bestandsaufnahme eines bedürfnisorientierten Handlungsansatzes. Gabriele Schäfer Verlag, 2020. S. 109–147, ISBN 978-3-944487-77-9.
- Martin, J. P. & Kolbe, S. (2023, May 21). Learning by Teaching [Interview]. Seitwerk; Jean-Pol Martin’s playlists. https://www.youtube.com/playlist?list=PL4hofRriFR15Xa0fr4VFvhj-_bMExnnbm
- Simon Kolbe, Jean-Pol Martin (Hrsg.): Praxishandbuch Lernen durch Lehren: Kompendium eines didaktischen Prinzips. Beltz-Juventa: Weinheim, 2024, ISBN 978-3-7799-7596-0